# Daniło Sapunow
Daniło Sapunow (ur. 5 kwietnia 1982 w Zaporożu) – ukraińsko-kazachstański sportowiec specjalizujący się w triathlonie, uczestnik igrzysk olimpijskich w Atenach (2004), Pekinie (2008) i Londynie (2012).

## Życiorys
Wziął udział w trzech edycjach igrzysk olimpijskich. W Atenach zajął 17. miejsce, w Pekinie 21., zaś w Londynie 42. miejsce. W latach 2008–2010 w związku małżeńskim z inną triathlonistką ukraińską, Julią Jelistratową.